# Вишенки (Вачський район)
Вишенки (рос. Вишенки) — присілок в Вачському районі Нижньогородської області Російської Федерації.
Населення становить 7 осіб. Входить до складу муніципального утворення Новосельська сільрада.

## Історія
Від 2009 року входить до складу муніципального утворення Новосельська сільрада.

## Населення
| 1859 | 1905 | 1926 | 1999 | 2002 | 2010 |
| ---- | ---- | ---- | ---- | ---- | ---- |
| 167  | ↗196 | ↗252 | ↘10  | ↘9   | ↘7   |